# Вишневе (Броварський район)
Вишне́ве — село в Україні, у Броварському районі Київської області. Населення становить 6 осіб.
| Україна | Це незавершена стаття з географії України. Ви можете допомогти проєкту, виправивши або дописавши її. |